# Конрад Цандер
Конрад Цандер (нім. Konrad Zander; 9 березня 1883, Кольберг, Німецька імперія — 3 лютого 1947, Лежнево, РРФСР), військовий діяч, контр-адмірал крігсмаріне (1 жовтня 1932), генерал авіації люфтваффе (1 жовтня 1936).

## Біографія
10 квітня 1901 року вступив на службу у ВМФ кадетом. Пройшов підготовку на навчальному судні «Штош» і у військово-морському училищі. 29 вересня 1904 року отримав звання лейтенанта. Служив на міноносцях. Учасник Першої світової війни, командував міноносцями V-181 (з 8 вересня 1914) і V-47 (з 20 листопада 1915), 2-й флотилією ескадрених міноносців «Фландрія» (з вересня 1917), 1-ю ескортною флотилією (з 20 грудня1918); капітан-лейтенант (25 квітня 1912).
Після демобілізації армії залишений на флоті. З 27 березня 1919 по 16 липня 1920 року командир 1-ї флотилії мінних тральщиків. У 1920-23 роках служив в Мюрвіку, 28 березня 1923 року призначений командиром 1-ї флотилії міноносців, а 27 вересня 1926 року — начальником штабу інспекції торпедного і мінного озброєння. З 20 вересня 1929 року — директор групи ППО Морського керівництва. З 1 жовтня 1932 по 31 березня 1934 року — інспектор торпедного озброєння, в 1933-35 роках неодноразово виконував обов'язки інспектора військово-навчальних закладів. 1 квітня 1934 року перейшов у люфтваффе і призначений президентом авіаційної служби в Кілі. З 1 квітня 1935 року — начальник 6-го авіаційного округу, якому була підпорядкована вся морська авіація. З 4 лютого 1938 року — начальник командування групи ВПС «Море». 28 лютого 1939 року звільнений у відставку.
З 28 березня 1941 року — генерал для особливих доручень при штабі 4-го повітряного флоту. З 15 жовтня 1942 по 15 березня 1943 року — начальник Командування ВПС «Крим». 31 березня 1943 року вийшов у відставку, президент Берлінського аероклубу. 1 травня 1945 року взятий в полон радянськими військами в Берліні. Утримувався в Бутирській в'язниці та різних таборах. Помер від раку сліпої кишки.

## Нагороди
- Орден Корони (Пруссія) 4-го класу (5 вересня 1909)
- Орден Грифа, лицарський хрест (1 вересня 1910)
- Залізний хрест 2-го і 1-го класу
- Військовий Хрест Фрідріха-Августа (Ольденбург) 2-го і 1-го класу
- Князівський орден дому Гогенцоллернів, почесний хрест 3-го класу
- Королівський орден дому Гогенцоллернів, лицарський хрест з мечами (4 грудня 1917)
- Хрест «За вислугу років» (Пруссія) (25 років)
- Фландрійський хрест
- Почесний хрест ветерана війни з мечами
- Медаль «За вислугу років у Вермахті» 4-го, 3-го, 2-го і 1-го класу (25 років; 2 жовтня 1936) — отримав 4 нагороди одночасно.
- Комбінований Знак Пілот-Спостерігач
- Орден Корони Румунії, великий хрест з мечами (24 червня 1942)